# 室蘭市立天神小学校
室蘭市立天神小学校（むろらんしりつ てんじんしょうがっこう）は、北海道室蘭市水元町にある公立小学校。

## 所在地
- 北海道室蘭市水元町5番1号

## 沿革
- 2018年（平成30年）7月 - 校舎建設工事着手。
- 2019年（令和元年）11月 - 校舎建設工事完了。
- 2020年（令和2年）
  - 4月1日 - 水元小学校と高砂小学校が統合し、開校。
  - 4月6日 - 開校式挙行。
  - 4月8日 - 第1回入学式挙行。
- 2021年（令和3年）
  - 3月20日 - 第1回卒業証書授与式挙行。
  - 3月25日 - 最初の修了式挙行。

## 学区
- 高砂町（1丁目～5丁目）
- 水元町（49番地と50番地を除く）
- 天神町（全域）
- 知利別町4丁目（40番地～43番地）[1]

## 周辺
- 北海道道107号室蘭環状線
- 高砂5丁目公園
- 室蘭工業大学
- 室蘭工業大学前郵便局
- 北海道電力室蘭変電所

## アクセス
- 道南バス「清滝不動尊前」バス停から、徒歩約610m・約10分。
- JR室蘭本線鷲別駅から、約2.1km、車で約4分・徒歩約31分。